# Lijst van records en statistieken van VC Vlissingen
Hieronder staan de meeste uiteenlopende statistieken en records van de Nederlandse voormalig betaaldvoetbalclub VC Vlissingen vermeld.

## Statistieken

### Eerste Divisie
| Eerste divisie statistieken            | Eerste divisie statistieken                 |
| -------------------------------------- | ------------------------------------------- |
| Beste klassering                       | 20e (1990/91), (1991/92)                    |
| Slechtste klassering                   | 20e (1990/91), (1991/92)                    |
| Meeste doelpunten voor in één seizoen  | 36 (1991/92)                                |
| Minste doelpunten voor in één seizoen  | 35 (1990/91)                                |
| Meeste doelpunten tegen in één seizoen | 93 (1991/92)                                |
| Minste doelpunten tegen in één seizoen | 87 (1990/91)                                |
| Grootste overwinning                   | VC Vlissingen - FC Wageningen 5-2 (1990/91) |
| Grootste nederlaag                     | Heracles - VCV Zeeland 6-0 (1991/92)        |

| Eerste divisie cijfers | Eerste divisie cijfers | Eerste divisie cijfers | Eerste divisie cijfers | Eerste divisie cijfers | Eerste divisie cijfers | Eerste divisie cijfers | Eerste divisie cijfers | Eerste divisie cijfers |
| Wedstrijden            | Gewonnen               | Gelijk                 | Verloren               | Punten                 | Doelpunten voor        | Doelpunten tegen       | Seizoenen              |                        |
| ---------------------- | ---------------------- | ---------------------- | ---------------------- | ---------------------- | ---------------------- | ---------------------- | ---------------------- | ---------------------- |
| 76                     | 10                     | 13                     | 53                     | 33                     | 71                     | 180                    | 2                      |                        |

### KNVB Beker
Resultaten van de KNVB Bekertoernooien sinds 1956/57 waarin VC Vlissingen het hoofdtoernooi haalde zijn meegenomen. 
| KNVB Beker statistieken | KNVB Beker statistieken                           |
| ----------------------- | ------------------------------------------------- |
| Beste klassering        | Kwartfinale (1988/89)                             |
| Grootste overwinning    | SV de Valleivogels – VC Vlissingen (3–5; 1990/91) |
| Grootste nederlaag      | VC Vlissingen – FC Den Haag (0–3; 1988/89)        |

| 10 | 5 | 0 | 5 | 21 | 24 | 5 |